# Каспар Ґоттфрід Швейцер

Каспар Ґоттфрід Швейцер (нім. Kaspar Gottfried Schweizer), у Росії Богдан Якович Швейцер (рос. Богдан Яковлевич Швейцер) (10 лютого 1816 — 6 липня 1873) — швейцарський та російський астроном.

## Життєпис
Родився в Віле (кантон Цюрих, Швейцарія). Отримав астрономічну освіта в Цюриху. У 1839—1841 роках був асистентом Фрідріха Вільгельма Бесселя в Кенігсберзькій обсерваторії. У 1841—1845 працював у Пулковській обсерваторії, з 1845 — в обсерваторії Московського університету (з 1856 — її директор).
Основні наукові роботи відносяться до астрометрії і картографії. Спостереження Швейцера на пасажному інструменті лягли в основу пулковського каталогу зірок (1845). Визначив широту Москви за допомогою пасажного інструменту і вертикального круга Ертеля, а також широти деяких підмосковних пунктів. Спостерігав ряд зірок для визначення їхніх паралаксів. У 1847—1855 спостерігав 11 комет, з них чотири були ним відкриті вперше. Організував дослідження московських аномалій сили тяжіння і склав їхню карту. Існування аномалій він пояснив заляганням на цій території у верхній частині земної кори шарів вищої щільності.